# Проспект Руставели (Тбилиси)
Проспект Руставели (груз. რუსთაველის გამზირი) — центральный проспект Тбилиси, Грузия. Назван в честь средневекового грузинского поэта Шота Руставели. Общая длина проспекта, протянувшегося от площади Свободы до площади Руставели, составляет около 1,5 км. По обеим сторонам проспекта посажены платаны. К проспекту примыкает Парк 9 апреля.

## Название
До 1918 года назвался Головинский проспект в честь российского генерал-лейтенанта Е. А. Головина, главноуправляющего Кавказским краем (1837—1843).
В 1918 году, после провозглашения независимости Грузии, проспект был переименован в честь поэта Шота Руставели по предложению грузинской интеллигенции.

## История
Когда-то город Тбилиси был обнесён стеной, за стеной пролегал Сололакский овраг, через овраг был наведен мост, а сразу за мостом начиналась грунтовая дорога, которая вела на север, в село Дигоми. Её называли Дигомской дорогой. Столетиями дорога оставалась просто дорогой и только в середине XIX века её стали застраивать домами. Образовалась улица, которую назвали Головинский проспект. Здесь построили резиденцию наместника и большой собор, что сразу сделало улицу парадной и официальной. Здесь стало принято устраивать социальные протесты и эта традиция держится по сей день. Со временем тут появился первый музей, первая опера, первый самый элитный отель, а потом и институт марксизма. В советское время проспект объявили главной магистралью и кое-что расширили.
26 мая 1918 года в здании Воронцовского дворца на проспекте была провозглашена независимость Грузии (28 мая — Армении и Азербайджана).
В конце 1920-х гг. на проспекте построено несколько зданий в стиле конструктивизма (Дом связи, здание издательства «Заря Востока»).
В 1938 году на площади Руставели был установлен памятник Шота Руставели (скульптор К. Мерабишвили, архитектор Ш. Тулашвили).
В 1959 году открылась канатная дорога, соединяющая проспект Руставели и гору Мтацминда. Нижняя станция располагалась у здания треста «Грузуголь». 1 июня 1990 года произошла авария, в результате которой 19 человек погибло и 42 человека получили серьезные травмы. После катастрофы трек и тяговые канаты были демонтированы.
В 1966 г. открыта станция метро «Руставели».
На проспекте Руставели происходили кровавые события 1989 года и декабря 1991—января 1992 годов, а также антиправительственные выступления в 2007 и 2011 годах.
В 2024 году канатная дорога на гору Мтацминда от проспекта была восстанвлена.

## Примечательные здания и сооружения
На проспекте расположено большое число правительственных, общественных, культурных и коммерческих строений.
- д. 1 — жилой дом (1937—1939, архитекторы С. Кубанеишвили, А. Курдиани, М. Мелия)[3][4]
- д. 2 — Тбилисский русский драматический театр имени А. С. Грибоедова
- д. 3 — Национальный музей Грузии им. Симона Джанашия — бывший Кавказский музей (1913—1917, архитектор М. Н. Непринцев). В 1929 году фасад здания реконструирован по проекту архитектора Н. Северова[5].
- д. 5 — кинотеатр «Руставели» (1938, архитектор Н. Северов)
- д. 6 — бывший дворец наместника — Воронцовский дворец (1868, архитектор О. Симонсон), ныне — Дворец Молодёжи
- д. 8 — Здание парламента Грузии (1933—1938 — верхний корпус, 1946—1953 — главный корпус, архитектор Кокорин В. Кокорин при участии Г. Лежавы[3][6]). Построен на месте Александро-Невского военного собора (1871—1897, архитекторы Д. И. Гримм и Р. А. Гёдике), разрушенного в 1930 году.
- д. 9 — церковь Кашвети
- д. 10 — Тифлисская гимназия (1825—1831, архитектор А. И. Мельников, перестроена, ныне — гимназия № 1)
- д. 11 — Национальная картинная галерея Грузии («Голубая галерея») (1888, архитектор А. Зальцман). Бывший военно-исторический музей «Храм Славы», посвященный популяризации побед Российской империи во время Кавказской войны.
- д. 12 — бывший Дом связи (1932—1933, архитектор К. И. Соломонов) — один из образцов конструктивизма в Тбилиси[1][7]. Фасад здания в 1953—1955 гг. реконструирован и заново оформлен по проекту архитектора И. Н. Чхенкели[5]
- д. 13 — Tbilisi Marriott Hotel, бывшая гостиница «Мажестик» (1915, архитектор Г. Тер-Микелов)
- д. 16 — бывшее Офицерское собрание (1916, архитектор Д. Числиев)
- д. 17б — театр имени Шота Руставели
- д. 19 — бывшая гостиница Palace-Hotel (архитектор А. Г. Озеров)
- д. 25 — Грузинский театр оперы и балета им. Палиашвили (1896, архитектор В. А. Шретер). В сквере у театра: находятся могилы композитора Закария Палиашвили, теноров Вано Сараджишвили, Зураба Анджапаридзе и дирижера Одиссея Димитриади[8].
- д. 27 — бывший кадетский корпус (1909, ныне — Музей современного искусства Зураба Церетели)
- д. 29 — бывший филиал Института марксизма-ленинизма (1933—1938, архитектор А. Щусев). Выдающееся произведение грузинской советской архитектуры[9]
- д. 30 — (1898, архитектор К. Татищев)
- д. 37 — доходный дом Мелик-Азарянца (1915, архитектор Н. Оболонский)[10][11]
- д. 42 — здание издательства «Заря Востока» (1926—1929, архитектор Д. Г. Числиев)[12]. Здание выполнено в стиле конструктивизма с элементами восточного декора[5][13][14].
- д. 52 — Здание треста «Грузуголь» (1949—1954, архитекторы М. А. Чхиквадзе и К. В. Чхеидзе). Прототипом здания послужила Стокгольмская ратуша (1923, архитектор Р. Эстберг)[15]. В настоящее время здание принадлежит Академии наук Грузии.
- д. 54 Дом Габашвили (1896, архитектор К. Татищев).

Скульптура саксофониста на стене д. 22.
Напротив д. 44 на улице растёт 2000-летнее дерево (привезено из Палестины католикосом)

## Галерея
- Кинотеатр «Руставели»
- Бывшее Офицерское собрание
- Тифлисская гимназия
- Дом Мелик-Азарянца
- Двухтысячелетнее дерево

## В филателии
Проспект Руставели изображён на почтовой марке СССР 1958 года.